# 名医の極み
『名医の極み』（めいいのきわみ）は、2019年10月7日（同年10月6日深夜）から2020年9月28日（同年9月27日深夜）まで、毎週月曜日の0:40 - 0:45（JST、日曜日深夜）に、テレビ朝日で放送された深夜の医療ドキュメンタリー番組。
SBCメディカルグループの一社提供。

## 概要
重い病や疾患で苦しんでいる人々に対して、それぞれの専門分野で活躍している名医に着目しつつ、最先端の医療現場にも密着する。

## ナレーター
- 三村ロンド[1]